# Mohamad Mido
Mohamad Mido (tiếng Ả Rập: محمد ميدو) là một cầu thủ bóng đá Syria thi đấu cho El Dakhleya ở Ai Cập. Em trai của anh, Hamid Mido thi đấu cho Al-Minaa.